# Ozero Vyvezjek
Ozero Vyvezjek (ryska: Озеро Вывежек) är en sjö i Belarus.   Den ligger i voblasten Vitsebsks voblast, i den nordöstra delen av landet, 250 km nordost om huvudstaden Minsk. Ozero Vyvezjek ligger 158 meter över havet.
I omgivningarna runt Ozero Vyvezjek växer i huvudsak blandskog. Runt Ozero Vyvezjek är det ganska tätbefolkat, med 60 invånare per kvadratkilometer.